# ベニー・パレット
ベニー・"キッド"・パレット（Benny "Kid" Paret、本名：ベルナルド・パレット（Bernardo Paret）、1937年3月14日 - 1962年4月3日）は、キューバ出身の元プロボクサー。身長171cm。元世界ウェルター級王者。
エミール・グリフィスと3度の熱戦を行い、その3戦目でリング禍により死去した。

## 来歴
サンタクララで生まれる。1955年プロ入り。1960年5月27日、ドン・ジョーダンを判定で破り世界ウェルター級タイトル獲得。同年12月10日、フェデリコ・トムソンを判定で退け初防衛に成功した。
2度目の防衛戦で迎えた相手は、アメリカ領ヴァージン諸島の技巧派のボクサー・エミール・グリフィスであった。1961年4月1日に行われたこの試合で、パレットは13回KO負けを喫しタイトルを奪われてしまった。しかし同年9月30日、パレットはグリフィスに雪辱し判定で王座を奪回した。
そして翌1962年3月24日、両者は雌雄を決すべくマディソン・スクエア・ガーデンで対決、12回、コーナーに追い詰められたパレットはグリフィスの激しい連打を浴び、KO負けを喫した。失神したパレットの意識はそのまま戻ることなく、4月3日に息を引き取った。25歳没。
この不幸な事件を機に、それまで3本であったリングロープは4本に改められることとなった。

## 獲得タイトル
- 第52代世界ウェルター級王座（防衛1度）
- 第54代世界ウェルター級王座（防衛0度）